# Woody Woodpecker (série, 2018)
 (mars 2025).
Si vous disposez d'ouvrages ou d'articles de référence ou si vous connaissez des sites web de qualité traitant du thème abordé ici, merci de compléter l'article en donnant les références utiles à sa vérifiabilité et en les liant à la section « Notes et références ».
 (octobre 2023).
La mise en forme du texte ne suit pas les recommandations de Wikipédia : il faut le « wikifier ».
Les points d'amélioration suivants sont les cas les plus fréquents :
- Les titres sont pré-formatés par le logiciel. Ils ne sont ni en capitales, ni en gras.
- Le texte ne doit pas être écrit en capitales (les noms de famille non plus), ni en gras, ni en italique, ni en « petit »…
- Le gras n'est utilisé que pour surligner le titre de l'article dans l'introduction, une seule fois.
- L'italique est rarement utilisé : mots en langue étrangère, titres d'œuvres, noms de bateaux, etc.
- Les citations ne sont pas en italique mais en corps de texte normal. Elles sont entourées par des guillemets français : « et ».
- Les listes à puces sont à éviter, des paragraphes rédigés étant largement préférés. Les tableaux sont à réserver à la présentation de données structurées (résultats, etc.).
- Les appels de note de bas de page (petits chiffres en exposant, introduits par l'outil «  Source ») sont à placer entre la fin de phrase et le point final[comme ça].
- Les liens internes (vers d'autres articles de Wikipédia) sont à choisir avec parcimonie. Créez des liens vers des articles approfondissant le sujet. Les termes génériques sans rapport avec le sujet sont à éviter, ainsi que les répétitions de liens vers un même terme.
- Les liens externes sont à placer uniquement dans une section « Liens externes », à la fin de l'article. Ces liens sont à choisir avec parcimonie suivant les règles définies. Si un lien sert de source à l'article, son insertion dans le texte est à faire par les notes de bas de page.
- La présentation des références doit suivre les conventions bibliographiques. Il est recommandé d'utiliser les modèles {{Ouvrage}}, {{Chapitre}}, {{Article}}, {{Lien web}} et/ou {{Bibliographie}}. Le mode d'édition visuel peut mettre en forme automatiquement les références.
- Insérer une infobox (cadre d'informations à droite) n'est pas obligatoire pour parachever la mise en page.

Pour une aide détaillée, merci de consulter Aide:Wikification.
Si vous pensez que ces points ont été résolus, vous pouvez retirer ce bandeau et améliorer la mise en forme d'un autre article.
Woody Woodpecker est une websérie d'animation américaine en mettant en scène le personnage de dessin animé du même nom créé par Walter Lantz. La série a été créée sur YouTube le 3 décembre 2018.
En 2020, Woody Woodpecker et Wally Walrus sont apparus dans une série de messages d'intérêt public. La deuxième saison a été créée le 28 octobre de la même année. La troisième saison a été créée le 6 novembre 2022. Le dixième épisode de la troisième saison, intitulé Space Track, n'a été publié sur la chaîne officielle de Woody Woodpecker sur YouTube que le 2 avril 2023. Il était disponible sur la page Facebook officielle et supprimé début janvier de la même année.
En 2023, de nouveaux courts métrages sont prévus sur Kabillion.

## Production
En 2018, Universal 1440 Entertainment produisait une nouvelle série de courts métrages d'animation de Woody Woodpecker exclusivement pour les chaînes YouTube officielles de Woody Woodpecker en portugais brésilien, espagnol et anglais. La première saison a été réalisée par Alex Zamm, qui a également réalisé le film de 2017.

## Distribution de voix
- Eric Bauza – Woody Woodpecker, Fantôme, Oiseau, Yéti
- Tara Strong – Winnie Woodpecker, Splinter, Wendy Walrus, Veronica Buzzard
- Tom Kenny - Wally Walrus, Glorbnorb III, Todd, annonceur de Big Bulk Mart, lapin de Pâques, mère de Wally, caméraman, Basil Beaver, patron de Wally
- Kevin Michael Richardson – Buzz Buzzard
- Nika Futterman – Tête de nœud
- Brad Norman – Chilly Willy (saison 1)
- Dee Bradley Baker – Chilly Willy (saison 2-3), abeilles, Chickasaurus, Blob
- Scott Weil – Andy Panda, réalisateur
- Jeff Bennett -Ari Cari
- Fred Stoller – Paon
- Bernardo de Paula – Luiz, annonceur sportif
- Roger Craig Smith – Fella Furetti
- Candi Milo – Mère Nature, Mme Woodpecker
- Corey Burton – Narrateur

## Épisodes

### Aperçu de la série
| Saison | Épisodes | Épisodes | Diffusé à l'origine | Diffusé à l'origine |
| Saison | Épisodes | Épisodes | Première diffusion  | Dernière diffusion  |
| ------ | -------- | -------- | ------------------- | ------------------- |
| 1      | dix      | dix      | 3 décembre 2018     | 3 décembre 2018     |
| 2      | dix      | dix      | 28 octobre 2020     | 25 novembre 2020    |
| 3      | dix      | dix      | 6 novembre 2022     | 12 décembre 2022    |

### Saison 1 (2018)
| No | Titre                                  | Dirigé par | Écrit par                      | Date de sortie originale |
| --- | -------------------------------------- | ---------- | ------------------------------ | ------------------------ |
| 1 | "L'invasion des voleurs d'oiseaux"     | Alex Zamm  | William Robertson et Alex Zamm | 3 décembre 2018          |
| Deux extraterrestres maladroits nommés Glorbnorb III et Todd arrivent sur Terre dans le but d'enlever un spécimen terrien, mais ils rencontrent leur égal : Woody Woodpecker.                              |                                        |            |                                |                          |
| 2 | "Je suis avec Cupidon, Stupide"        | Alex Zamm  | William Robertson et Alex Zamm | 3 décembre 2018          |
| Woody fait tout ce qu'il peut pour éviter d'être frappé par les flèches d'amour de Cupidon Andy le jour de la Saint-Valentin afin qu'il n'épouse pas Winnie.                                               |                                        |            |                                |                          |
| 3 | "La plume est plus volante que l'épée" | Alex Zamm  | William Robertson et Alex Zamm | 3 décembre 2018          |
| Lorsque Buzz Buzzard s'empare du stylet de l'animateur, il bouleverse par vengeance la vie de Woody d'une manière surréaliste.                                                                             |                                        |            |                                |                          |
| 4 | "Bébé, il fait froid à l'intérieur"    | Alex Zamm  | Zac Atkinson                   | 3 décembre 2018          |
| Lors d'une tempête de neige devant la maison de Woody, le rendez-vous romantique de Woody avec Winnie est interrompu par Chilly Willy, troisième roue.                                                     |                                        |            |                                |                          |
| 5 | "Il n'y a rien de mieux qu'un cadeau"  | Alex Zamm  | Marty Isenberg                 | 3 décembre 2018          |
| Woody et Wally se lancent dans une bataille épique pour une nouvelle console de jeu alors qu'il n'en reste qu'une dans le magasin.                                                                         |                                        |            |                                |                          |
| 6 | "Le réveillon de Noël"                 | Alex Zamm  | William Robertson et Alex Zamm | 3 décembre 2018          |
| Wally est déterminé à récolter le plus grand arbre de Noël de la forêt, qui est la maison de Woody. |                                        |            |                                |                          |
| 7 | "Le jaune est sur toi"                 | Alex Zamm  | Shaene Siders                  | 3 décembre 2018          |
| Woody et ses amis participent à la chasse aux œufs de Pâques annuelle à laquelle ils ne reculeront devant rien pour remporter le grand prix.                                                               |                                        |            |                                |                          |
| 8 | "Le déshonneur du scout"               | Alex Zamm  | Éric Acosta                    | 3 décembre 2018          |
| Woody essaie d'aider Splinter et Knothead à obtenir leurs badges d'éclaireur, avec des résultats désastreux.                                                                                               |                                        |            |                                |                          |
| 9 | "Quête du Jaguar de Jade"              | Alex Zamm  | William Robertson et Alex Zamm | 3 décembre 2018          |
| Pendant ses vacances à Rio de Janeiro, Woody trouve une carte au trésor qui lui permet, aux côtés d'un singe nommé Luiz, de partir à la chasse tandis que Buzz s'efforce d'atteindre le trésor en premier. |                                        |            |                                |                          |
| dix | "La faute à Rio de Janeiro"            | Alex Zamm  | Marty Isenberg                 | 3 décembre 2018          |
| Woody, Winnie et Luiz se retrouvent à un match de football du championnat brésilien où le premier devient par inadvertance un héros national.                                                              |                                        |            |                                |                          |

### Saison 2 (2020)
| No au total | No en saison | Titre                      | Dirigé par | Écrit par    | Date de sortie originale |
| --- | ------------ | -------------------------- | ---------- | ------------ | ------------------------ |
| 11 | 1            | "Le temps déformé"         | Mike Milo  | David Skelly | 28 octobre 2020          |
| Woody voyage sur une machine à voyager dans le temps pour réparer une erreur qui a mis fin à jamais à son inimitié avec Wally.                           |              |                            |            |              |                          |
| 12 | 2            | "Hijinks hantés"           | Mike Milo  | Matt Craig   | 28 octobre 2020          |
| Woody entre dans une maison hantée pour tenter de convaincre Knothead et Splinter qu'il n'y a pas de fantôme à l'intérieur.                              |              |                            |            |              |                          |
| 13 | 3            | "Noix naturelles"          | Mike Milo  | Ken Pontac   | 4 novembre 2020          |
| Woody se lance dans le travail de deux documentaristes qui parlent de la nature.                                                                         |              |                            |            |              |                          |
| 14 | 4            | "Oiseaux d'une plume"      | Mike Milo  | Ken Pontac   | 4 novembre 2020          |
| Pour participer à un défilé de carnaval, Woody doit voler les plumes d'un paon pour créer un masque.                                                     |              |                            |            |              |                          |
| 15 | 5            | "Le réveil de Woody"       | Mike Milo  | Ken Pontac   | 11 novembre 2020         |
| Woody n'arrive pas à dormir une nuit bien méritée lorsque son neveu et sa nièce Knothead et Splinter décident de lui rendre visite.                      |              |                            |            |              |                          |
| 16 | 6            | "L'oiseau et les abeilles" | Mike Milo  | Matt Craig   | 11 novembre 2020         |
| Après avoir mis en colère un grand essaim d'abeilles, Woody tente de s'en débarrasser avec l'aide de Wally et Chilly Willy.                              |              |                            |            |              |                          |
| 17 | 7            | "Grilly Chilly"            | Mike Milo  | Matt Craig   | 18 novembre 2020         |
| Lorsque Chilly envahit le barbecue de Woody et mange tous les hamburgers, Woody pense que Wally est à blâmer.                                            |              |                            |            |              |                          |
| 18 | 8            | "Guerre des bois"          | Mike Milo  | David Skelly | 18 novembre 2020         |
| Woody et Buzz s'affrontent pour obtenir l'énorme récompense du concours de sculpture sur bois.                                                           |              |                            |            |              |                          |
| 19 | 9            | "Le souhait de Winnie"     | Mike Milo  | Ken Pontac   | 25 novembre 2020         |
| Woody pense que Winnie fête son anniversaire. Sur ce, il essaie de lui offrir plusieurs cadeaux surprises.                                               |              |                            |            |              |                          |
| 20 | dix          | "Bouc émissaire"           | Mike Milo  | Ken Pontac   | 25 novembre 2020         |
| Woody fait tout son possible pour laisser tomber les chutes brésiliennes dans un tonneau, tandis que Wally, travaillant comme garde, tente de l'arrêter. |              |                            |            |              |                          |

### Saison 3 (2022)
| No au total | No en saison | Titre                           | Dirigé par | Écrit par                      | Date de sortie originale |
| --- | ------------ | ------------------------------- | ---------- | ------------------------------ | ------------------------ |
| 21 | 1            | "La crête cramoisie"            | Mike Milo  | Kevin Fleming et Rob Janas     | 6 novembre 2022          |
| Woody et Wally organisent un championnat de lutte afin d'obtenir la ceinture de vainqueur. |              |                                 |            |                                |                          |
| 22 | 2            | "Viande et salutation"          | Mike Milo  | Kevin Fleming et Rob Janas     | 6 novembre 2022          |
| Woody plante un programme de chef cuisinier mettant en vedette un loup végétarien. |              |                                 |            |                                |                          |
| 23 | 3            | "Un doigt dans le gâteau"       | Mike Milo  | Ken Pontac                     | 6 novembre 2022          |
| Après être sorti de prison, Buzz vole la recette de tarte de Woody. |              |                                 |            |                                |                          |
| 24 | 4            | "Défense d'or"                  | Mike Milo  | Jim Martin                     | 6 novembre 2022          |
| Dans une référence à James Bond, Woody est un espion qui infiltre une mission impossible. |              |                                 |            |                                |                          |
| 25 | 5            | "Les imbéciles du beau temps"   | Mike Milo  | Harold McLaughlin et Mike Milo | 6 novembre 2022          |
| Woody et Wally aident à rétablir l'ordre dans Mère Nature... pour le pire. |              |                                 |            |                                |                          |
| 26 | 6            | "La mère de tous les problèmes" | Mike Milo  | Matt Craig et Ken Pontac       | 6 novembre 2022          |
| Woody essaie d'empêcher Winnie de rencontrer sa mère lors d'une visite. |              |                                 |            |                                |                          |
| 27 | 7            | "De défense jusqu'à l'aube"     | Mike Milo  | Kevin Fleming et Rob Janas     | 6 novembre 2022          |
| Wally, en tant que chasseur de vampires, doit sauver ses défenses du petit comte Chilly Willy. Note : C'est le seul épisode dont Woody est absent. |              |                                 |            |                                |                          |
| 28 | 8            | "Jurassique Boisé"              | Mike Milo  | Ken Pontac                     | 6 novembre 2022          |
| Woody, tel un homme des cavernes, sauve un petit dinosaure dans une aventure préhistorique. |              |                                 |            |                                |                          |
| 29 | 9            | "Classe ajournée"               | Mike Milo  | Kevin Fleming et Rob Janas     | 6 novembre 2022          |
| Woody, Knothead et Splinter créent un monstre gluant après avoir utilisé un kit scientifique. |              |                                 |            |                                |                          |
| 30 | dix          | "Piste spatiale"                | Mike Milo  | Harold McLaughlin et Mike Milo | 12 décembre 2022         |
| Dans une parodie de Star Trek, Woody et ses amis vivent une aventure dans l'espace. Remarque : Il s'agit du seul épisode de la série qui n'a pas été inclus dans la chaîne YouTube officielle de Woody Woodpecker, n'étant diffusé que sur le Facebook officiel de Woody Woodpecker avant d'être supprimé début janvier. Il a cependant finalement été mis en ligne sur YouTube le 2 avril 2023. |              |                                 |            |                                |                          |